# Histiotus diaphanopterus
Histiotus diaphanopterus es una especie de murciélago microquiróptero de la familia Vespertilionidae.
Vive en Bolivia y Brasil. Es un murciélago de pequeñas domensiones, con una longitud de 52–60 mm, los antebrazos de 41,8–47,2 mm, la cola de 43–57 mm, los pies de 7,6–10,9 mm, las orejas de 27–33,1 mm y un peso de hasta 11 g.